# كلي قوزي
كلي قوزی هي قرية في مقاطعة كليبر، إيران. عدد سكان هذه القرية هو 394 في سنة 2006.